# Rio Ouette
O rio Ouette é um rio localizado na França. Nasce na comuna de La Chapelle-Rainsouin (departamento de Mayenne) e após um percurso de 35 km conflui com o rio Mayenne em Entrammes.
São sete as comunas e cidades do seu percurso: Entrammes (foce), La Chapelle-Rainsouin, Soulgé-sur-Ouette, Saint-Georges-le-Fléchard, Bazougers, Parné-sur-Roc, Maisoncelles-du-Maine.
O Ouette é um rio relativamente escasso. A lâmina de água que flui para sua área de captação é de 189 milímetros por ano, o que é muito inferior à média da França como também à média da bacia do Loire (mais ou menos 245 milímetros por ano) e o Mayenne (297 milímetros por ano). A vazão específica atinge o alto valor médio de 6,0 litros por segundo e por quilômetro quadrado de bacia.

## Etimologia
É provável que o nome Ouette seja de origem latina ou celta, como Oue, que seria uma contração de Ovica, que seria ovelha pequena.

## Outras imagens

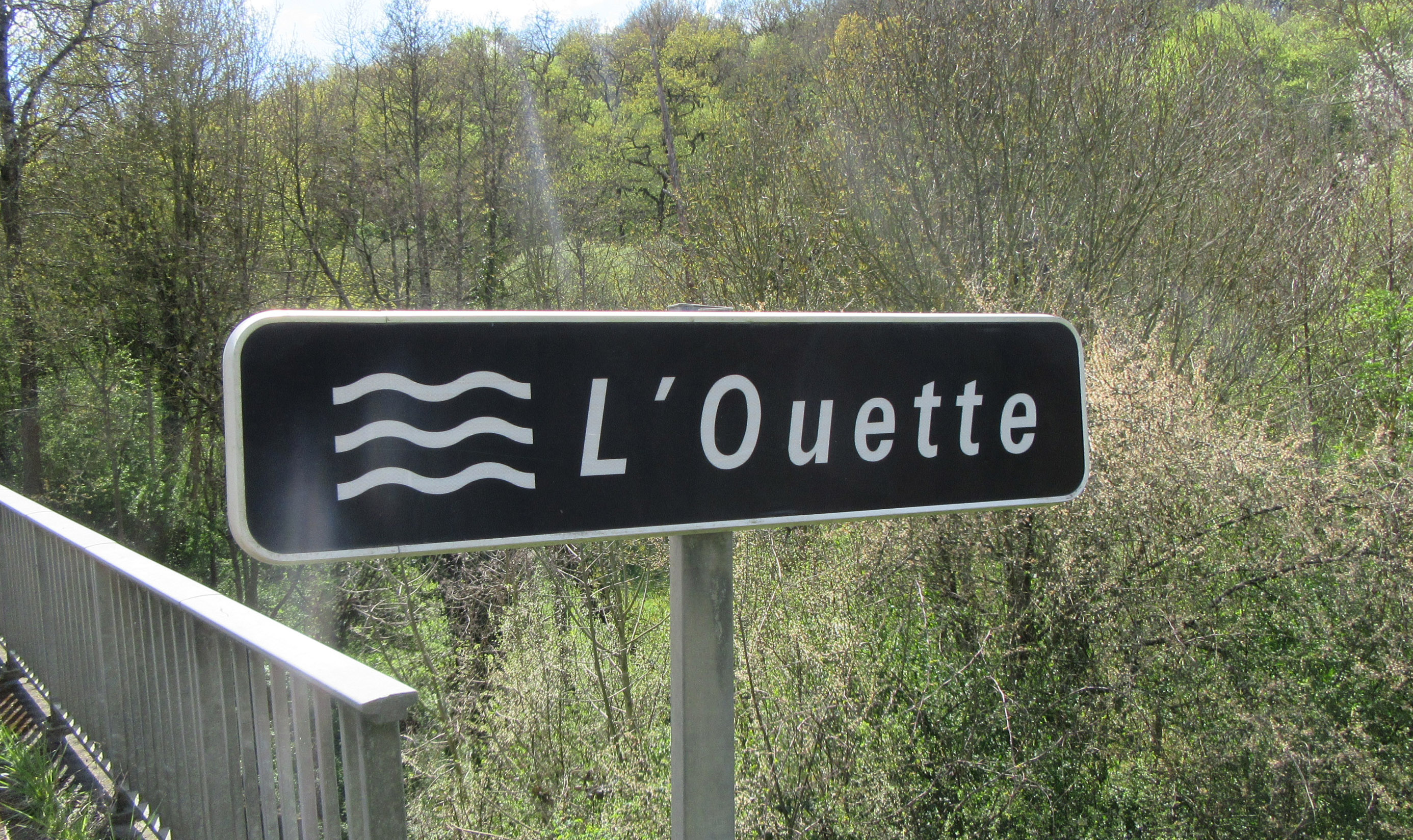
A placa turistica do rio Ouette em Entrammes